# Name (canción)
«Name» es una canción del grupo estadounidense de rock alternativo Goo Goo Dolls. Fue lanzada como el tercer sencillo de su quinto álbum de estudio A Boy Named Goo, en marzo de 1995. La cancion se convirtió en el primer gran éxito de la banda, encabezando las listas de éxitos Modern Rock Tracks y Album Rock Tracks de Estados Unidos. También alcanzó el puesto número cinco en el Billboard Hot 100. En Canadá, "Name" alcanzó el puesto número dos en la lista RPM 100 Hit Tracks y el número uno en la RPM Alternative 30.

## Composición
La afinación de guitarra inusual de la canción, D-A-E-A-E-E, se logra reemplazando la cuerda B por una cuerda E alta. En una entrevista con la revista Guitar World, el cantante y compositor Johnny Rzeznik explicó: «Las dos cuerdas superiores son cuerdas Mi agudas. Cada vez que intentaba afinar una cuerda Si normal a Mi, se rompía. Era muy difícil para la tensión. He visto a gente tocar 'Name' con la afinación normal. No suena bien». Rzeznik afirma que la inusual composición de la canción surgió «por pura casualidad». En una entrevista con KFOG, explicó: «Fue extraño. Estaba sentado en mi sofá girando las clavijas al azar y no conseguía descifrar en qué notas estaba afinada la guitarra, así que tuve que coger el afinador para averiguarlo y luego las anoté en una nota adhesiva. ... Simplemente me senté y dejé que mis dedos tocaran el diapasón abiertamente, y así surgió la progresión de 'Name'».
En su libro de The Kennedy Chronicles, la ex VJ de MTV, Kennedy, afirmó que la canción trataba en realidad sobre su complicada relación con Rzeznik, y que la letra hacía referencia al tiempo que pasaron juntos, siendo su nombre completo un secreto para la mayoría. Rzeznik admitió la inspiración del libro: «Intentaba capturar un momento... fue muy interesante tener una canción inspirada en un momento. Y me pareció una canción muy dulce».

## Lista de canciones
A1. "Name" – 4:29
B1. "Burnin' Up" – 2:29
B2. "Hit or Miss" – 2:43

## Posicionamiento en lista
| Lista (1995–1996)                         | Mejor posición |
| ----------------------------------------- | -------------- |
| Australia (ARIA)                          | 64             |
| Canadá (RPM Top Singles)                  | 2              |
| Canadá (RPM Adult Contemporary)           | 8              |
| Canadá (RPM Rock/Alternative)             | 1              |
| Estados Unidos (Billboard Hot 100)        | 5              |
| Estados Unidos (Adult Alternative Songs)  | 3              |
| Estados Unidos (Adult Contemporary)       | 5              |
| Estados Unidos (Adult Top 40)             | 2              |
| Estados Unidos (Alternative Airplay)      | 1              |
| Estados Unidos (Mainstream Rock)          | 1              |
| Estados Unidos (Mainstream Top 40)        | 2              |
| European Alternative Rock (Music & Media) | 5              |
| Hungary Airplay (Music & Media)           | 14             |
| Iceland (Íslenski Listinn Topp 40)        | 35             |
| Nueva Zelanda (Recorded Music NZ)         | 43             |
| Quebec Airplay (ADISQ)                    | 7              |